# Адміністративний устрій Диканського району
Адміністративний поділ Диканського району — адміністративно-територіальний поділ Диканського району на 1 селищну раду і 16 сільських рад, які об'єднують 58 населених пунктів.

## Список сільських радДиканського району
| №  | Назва                           | Центр              | Населені пункти                                                                          | Площа км² | Місце за площею | Населення (2001), чол. | Місце за населенням |
| -- | ------------------------------- | ------------------ | ---------------------------------------------------------------------------------------- | --------- | --------------- | ---------------------- | ------------------- |
| 1  | Диканська селищна рада          | смт Диканька       | смт Диканька с. Василівка с. Проні с. Трояни                                             |           |                 |                        |                     |
| 2  | Андріївська сільська рада       | c. Андріївка       | c. Андріївка с. Борисівка с. Кучерівка с. Ландарі с. Сохацька Балка                      |           |                 |                        |                     |
| 3  | Байрацька сільська рада         | c. Байрак          | c. Байрак с. Одарюківка с. Петренки                                                      |           |                 |                        |                     |
| 4  | Балясненська сільська рада      | c. Балясне         | c. Балясне с. Марченки с. Попівка                                                        |           |                 |                        |                     |
| 5  | Великобудищанська сільська рада | c. Великі Будища   | c. Великі Будища с. Кардашівка с. Олефірщина с. Писарівщина с. Чернечий Яр               |           |                 |                        |                     |
| 6  | Великорудківська сільська рада  | c. Велика Рудка    | c. Велика Рудка с. Веселівка с. Лани с. Мала Рудка с. Степанівка с. Судівка с. Федорівка |           |                 |                        |                     |
| 7  | Водянобалківська сільська рада  | c. Водяна Балка    | c. Водяна Балка с. Горянщина с. Кононенки с. Кратова Говтва с. Онацьки                   |           |                 |                        |                     |
| 8  | Надеждинська сільська рада      | c. Надежда         | c. Надежда с. Климківка                                                                  |           |                 |                        |                     |
| 9  | Нелюбівська сільська рада       | c. Нелюбівка       | c. Нелюбівка с. Андренки с. Дейнеківка с. Сивці                                          |           |                 |                        |                     |
| 10 | Орданівська сільська рада       | c. Орданівка       | c. Орданівка с. Горбатівка с. Тополівка с. Чернещина с. Ярохівка                         |           |                 |                        |                     |
| 11 | Петро-Давидівська сільська рада | c. Петро-Давидівка | c. Петро-Давидівка с. Єлизаветівка с. Жадани с. Нова Василівка с. Хоменки                |           |                 |                        |                     |
| 12 | Стасівська сільська рада        | c. Стасі           | c. Стасі с. Гавронці с. Глоди с. Кам'янка с. Михайлівка с. Слиньків Яр                   |           |                 |                        |                     |
| 13 | Чапаєвська сільська рада        | c. Діброва         | c. Діброва с. Дячкове с. Кокозівка с. Міжгір'я                                           |           |                 |                        |                     |

* Примітки: смт - селище міського типу, с. - село

## Колишні населені пункти
- Дейнеки
- Зв'ягольське
- Коротьківка
- Курили
- Пилипенки
- Рибне
- Філонівка
- Харпакова Балка
- с. Шилівка († 1986)
- с. Бородаї ( †1987)
- с. Кишеньці († 1990)
- с. Колодязі († 1990)
- с. Соколівщина († 1990)
- с. Івашківка († 1995)
- с. Жовтневе († 2012)